# John Kuhn
John Allen Kuhn  (9 de setembro de 1982, Dover, Pensilvânia) é um jogador profissional de futebol americano estadunidense que joga como fullback peloNew Orleans Saints na National Football League. Na carreira, tem dois anéis de campeão do Super Bowl.